# Raúl Abzueta
Raúl Abzueta (* 30. September 1962 in Venezuela; † 25. Februar 2012) war ein venezolanischer Musiker, Bandleader, Komponist, Autor und Musikveranstalter.

## Leben und Wirken
Abzueta, der im Hauptberuf Sozialpsychologe war, war Gitarrist, Komponist und Musikveranstalter; er widmete sich außerdem dem traditionellen und modernen venezolanischen Tanz. Ferner schrieb er für die Zeitung El Mundo. Abzueta leitete die Formationen El Merequetengue und Caracas Sincrónica. Als Gitarrist war er 1996 an Cristóbal Sotos Album Arisca beteiligt. 1998 entstand sein Album El Agridulce, es folgten die Alben Zafarafa und zuletzt 2011 Tábara. Außerdem war er Gründer der Formation Pomarosa, mit der die Produktionen Decir piel und Otra historia eingespielt wurden.
Im Jahr 2003 gründete er zusammen mit dem Pianisten Víctor Morales das Bandprojekt Mixture Jazz, das sich zum Ziel setzte, venezolanische Musik mit Jazz zu verschmelzen; mit der Gruppe nahm er die Alben Naniobo (2003) und Animal de Viento (2008) auf. Abzueta gab auch in Europa Konzerte. Er veranstaltete auch eine Anzahl von Konzerten verschiedener örtlicher Gruppen, so mit der Gruppe ELG4 in der Veranstaltungsreihe VenezuelaDemo. Konzertmitschnitte dieser Veranstaltungen unter dem Titel El nuevo sonido de Venezuela wurden im Fernsehsender TVes übertragen. Nach einem Gehirnschlag starb Abzueta im Februar 2012 mit 49 Jahren.